# Statère
Le statère est un terme générique qui désigne en numismatique diverses monnaies frappées sous l'Antiquité. À la fois unité monétaire entre le VIIe siècle av. J.-C. et le début de l'Empire romain, il devient un pied de monnaie, d'une valeur variable établie en drachme.

## Étymologie
Le terme vient d'un emprunt tardif au latin, stater, transcrit. du grec ancien, στατη ́ρ, « monnaie ».

## Historique

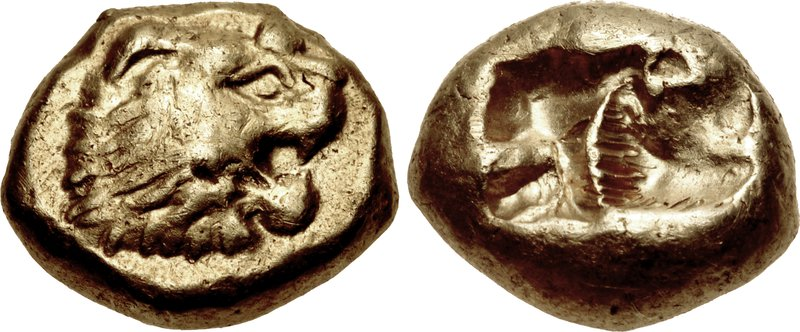
Statère en or dit à la tête de lion, frappé sous Alyatte II (vers - 620 à - 564).

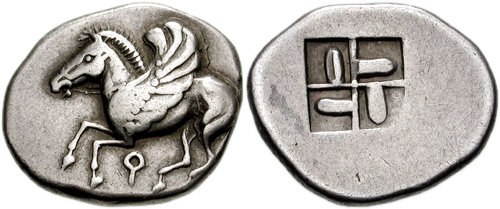
Statère de Corinthe au Pégase surmontant un koppa (avers) et à la quadruple incuse (revers), vers - 555 à - 515.

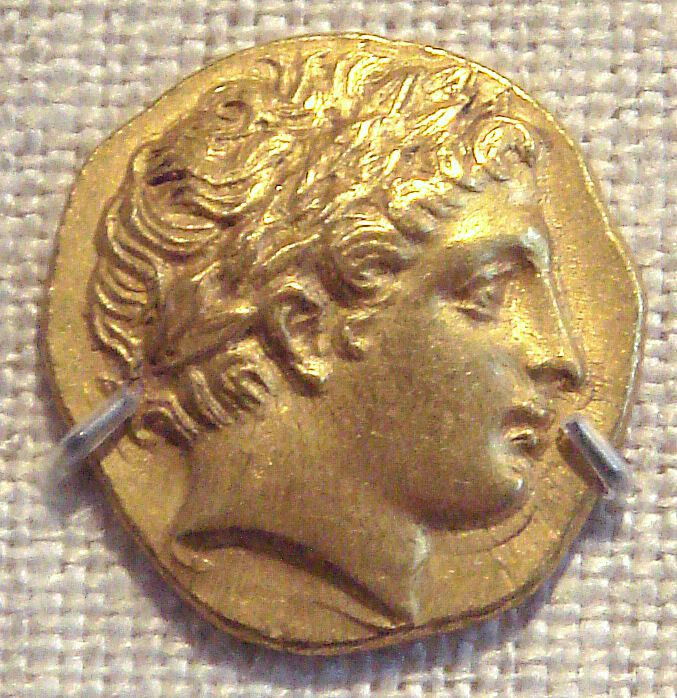
Figure d'Apollon (avers). Statère d'or de Philippe II de Macédoine.

### Naissance et imitations
Les Phrygiens de Lydie dès la fin du VIIe siècle av. J.-C. frappent à partir de morceau d'électrum les premières pièces de monnaie connues en Occident. Le module le plus gros pèse un peu plus de 8 g. Le roi Alyatte II est le premier à standardiser le statère en électrum. Par la suite, des statère en or et en argent sont frappés à des poids supérieurs (entre 10,65 et 12 g). L'équivalence entre or et argent n'est pas connue de façon exacte. En 1611, l'historiographie estimait que le statère-étalon de la monnaie d'or valait de 20 à 28 drachmes. Le statère lydien possède des sous-multiples : le trité (env. 4,64 g), le hekté (2,32 g), le hemihekté (1,16 g) et le myshemihekté (0,58 g). La plus petite pièce d'or et d'argent connue représente la 24e partie du statère (0,41 g).
Devenu l’étalon attique, le statère s'impose comme une monnaie commune et une monnaie de référence même quand la monnaie locale ne suit pas les mêmes principes. Le statère s'inscrit dans le système pondéral grec antique suivant un système de valeur invariable : 1 talent vaut 60 mines ; 1 mine vaut 50 statères ou 100 drachmes ; 1 statère vaut 2 drachmes ou 12 oboles ; 1 drachme vaut 6 oboles ou un ½ statère ; 1 obole vaut 1/6e de drachme. De grandes différences existent d'une cité grecque à l'autre. En Achaïe, le statère compte pour 3 drachmes. Dans les colonies de Syracuse, le didrachme pèse 8,6 g, et le tétradrachme 17,4 g. À Corinthe, il fait entre 8,2 et 8,7 g, pour un drachme de 2,9 g. À Égine, le statère équivaut à 12,6 g. En Eubée, le statère équivaut à 17,2 g.
Darius, roi des Perses, fait frapper ses dariques sur le même modèle, mais ce sont les cités grecques qui adoptent réellement le statère, par exemple Corinthe. Ainsi, « les pesants statères des peuplades de Thrace ou du Nord de la Grèce, Orreskiens, Derroniens, qui (...) monnayaient le métal tiré des mines du Pangée, prennent pour types des taureaux conduits par leurs pasteurs, ce qui aboutit au groupe sculptural des monnaies d'Acanthe, où le lion et le taureau sont aux prises en une lutte qui noue leurs musculatures tétanisées ».
Le statère d'or égyptien est la première pièce frappée dans l'Égypte antique, sous le règne du pharaon Téos de la XXXe dynastie (vers - 362 à -360) et destiné à la solde des mercenaires grecs.
Philippe de Macédoine institue un monnayage d’or régulier en Grèce : son royaume dispose de réserves d’or importantes dans les mines de Pangée. Mais c’est son fils Alexandre le Grand qui, à partir de 336 avant J.-C., étend son empire où il impose le statère.

### Statères gaulois
Les statères d’or ou d’électrum gaulois dérivent presque tous du même prototype : le statère d'or de Philippe II de Macédoine, rapporté en Gaule par des mercenaires gaulois, combattant pour ce souverain. Les premières tribus à en avoir fait des imitations assez fidèles semblent être les Arvernes (Auvergne) et les Helvètes (Suisse). Au fil des années, et des imitations, les types monétaires gaulois dévièrent de plus en plus du prototype, la tête d'Apollon, présente à l'avers, devenant de plus en plus abstraite, et le bige du revers, se transformant progressivement en un seul cheval entouré de divers éléments de décomposition du reste du type : l'aurige semble voler au-dessus des chevaux, la roue se trouve entre les jambes du cheval.

Autres statères
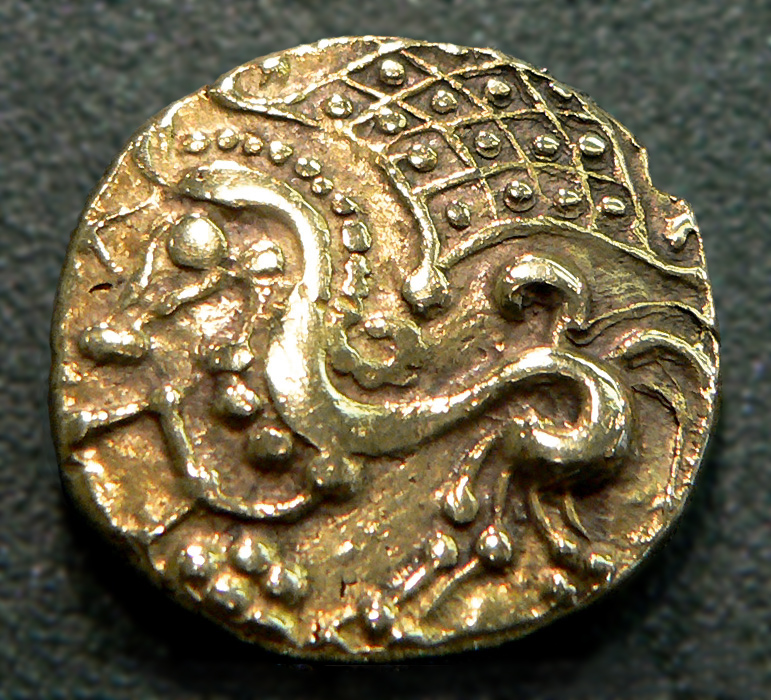
Statère des Parisii.
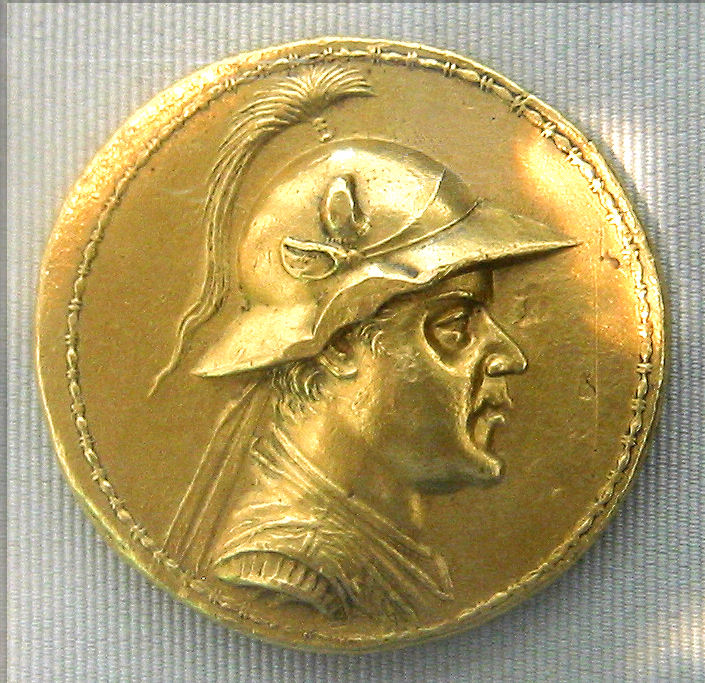
Statère d'or d'Eucratide Ier, vers 150 av. J.-C., la plus grande pièce d'or de l'Antiquité.